# Karl Wiemer

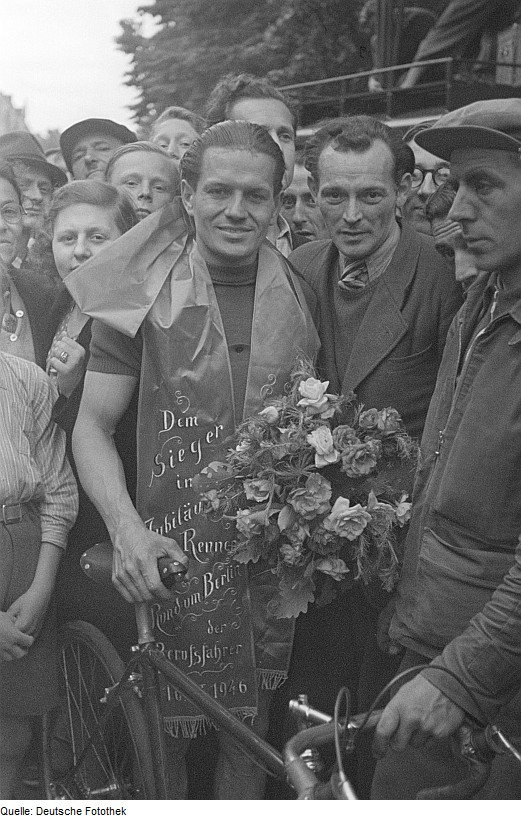
Karl Wiemer im Jahr 1946

Karl Wiemer (* 31. März 1914 in Berlin; † 20. September 2001 in Bremervörde) war ein deutscher Radrennfahrer und Radsporttrainer.

## Werdegang

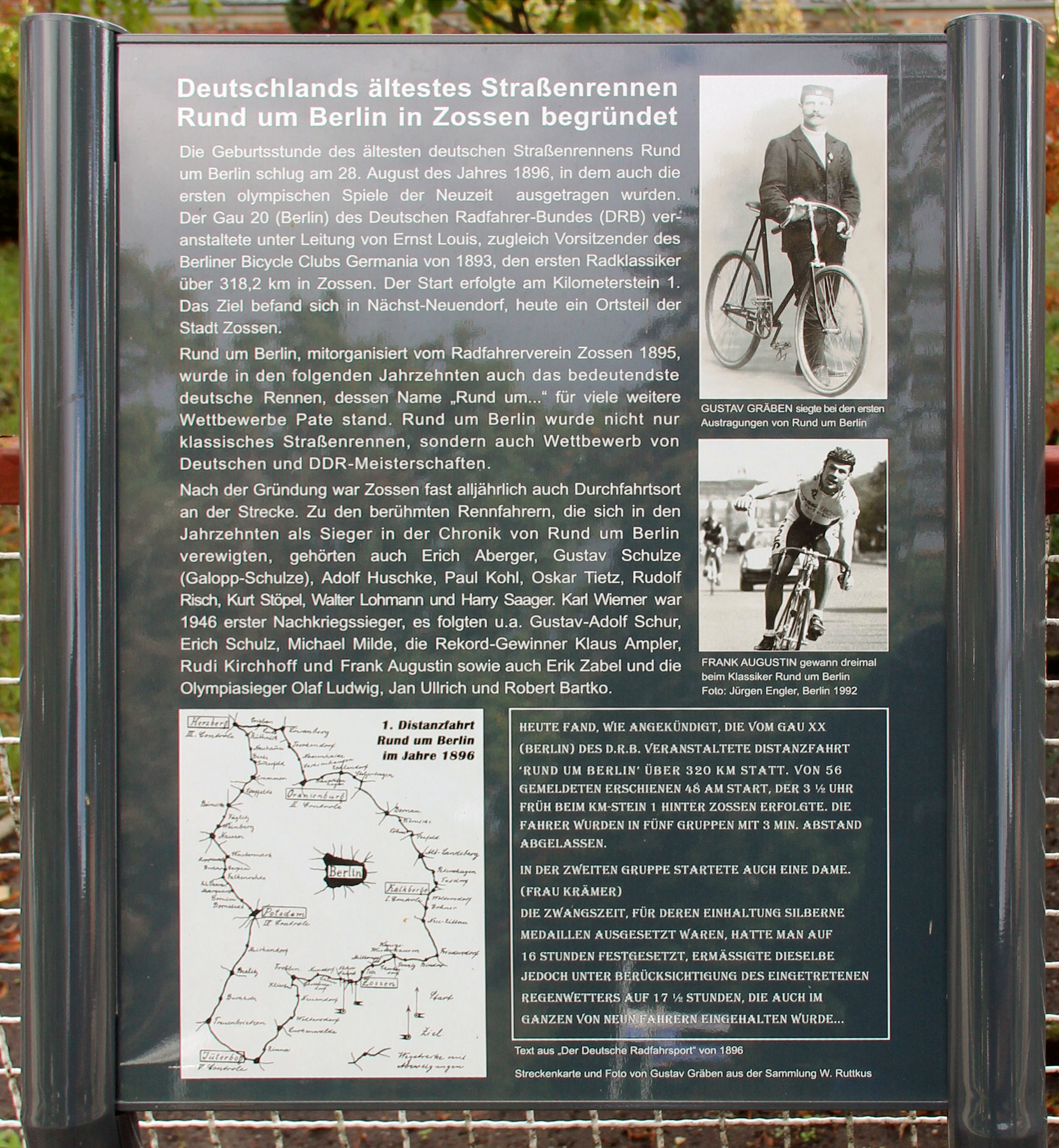
Gedenktafel für Deutschlands ältestes Straßenrennen in Zossen

Wiemer begann 1928 in der Berliner Ortsgruppe der Deutschen Radfahrer Union (DRU) mit dem Radsport. Sein Vater (nach der aktiven Karriere weiter selbst in der Seniorenklasse aktiv) förderte seine sportliche Entwicklung nach Kräften. Die Berliner sowie die Deutsche Meisterschaft der Jugendklasse der DRU waren erste größere Erfolge. Bei einem Mannschaftszeitfahren stand Wiemer 1931 sogar mit seinem Vater in einem Rennen gemeinsam am Start und beide gewannen gemeinsam. Am 2. August 1931 siegte Wiemer sen. in der Seniorenklasse um die Meisterschaft der DRU, Wiemer jun. gewann an diesem Tag den Jugendtitel. 1932 trat er dem RV Fedia bei. Es folgten die ersten Starts auf der Bahn des Sportpalastes, wo Wiemer seine Liebe zum Bahnradsport und insbesondere für das Zweier-Mannschaftsfahren entdeckte. 1935 folgten erste Auslandsstarts in Kopenhagen und Warschau, wo er mit König im Zweiermannschafts-Rennen sofort erfolgreich war. 1940 schloss er sich mit Harry Saager zu einer Mannschaft zusammen, die ebenfalls sofort drei Mannschaftsrennen in der Deutschlandhalle gewinnen konnte. Wiemer war ein vielseitiger Radsportler, der in fast allen Disziplinen auf Bahn und Straße erfolgreich war und mehr als 250 Siegerschleifen in seiner Laufbahn gewann. Er war zweimal deutscher Meister in der Mannschaftsverfolgung auf der Bahn in der Amateurklasse, 1942 in Erfurt mit der RSV Dresdenia mit Anger, Neuendorf und Alfred Diedler sowie 1943 in Braunschweig mit Fritz Anger, Hans Neuendorf und Erich Spring. 1943 zog er sich bei einer Kollision mit einem Auto einen Beinbruch zu, der ihn für vier Jahre vom Radsport verbannte. 

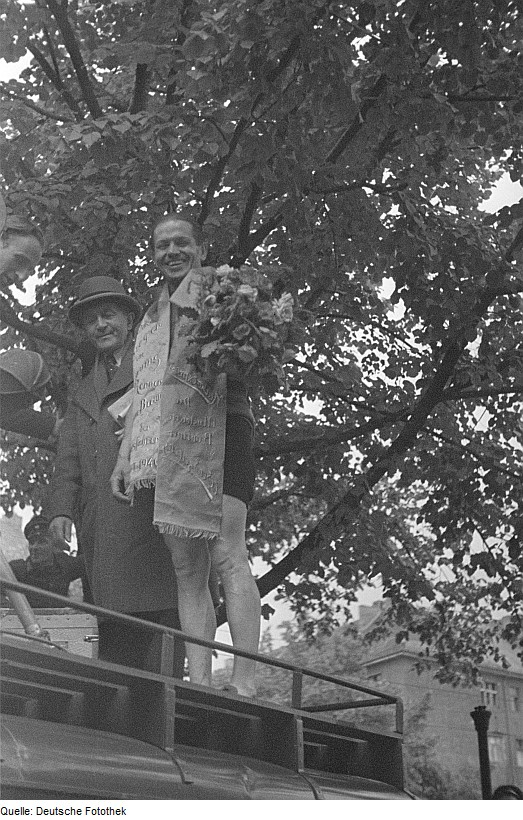
Karl Wiemer nach seinem Sieg beim Rennen „Rund um Berlin“ 1946

 1946 gewann er das Traditionsrennen Rund um Berlin, das in diesem Jahr ausschließlich Berufsfahrern vorbehalten war. Diesen Sieg betrachtete Wiemer im Rückblick als seinen schönsten Sieg, auch wegen der unglaubliche Begeisterung und Anzahl der Zuschauer. Die Wertschätzung für das Rennen äußerte sich auch darin, das der damalige Bürgermeister der Stadt die Siegerehrung höchst offiziell in Frack und Zylinder vornahm. Den Titel des Ostzonenmeisters (Vorläufer der DDR-Meisterschaft) in der Einerverfolgung der Berufsfahrer gewann er 1949. 1950 wurde er Zweiter der Meisterschaft. 1953 startete er mit Günther Pankoke bei den bundesdeutschen Meisterschaften im Zweier-Mannschaftsfahren und gewann dort den Titel. 1949 nahm er am Berliner Sechstagerennen (Partner war Robert Naeye) teil, die Deutschland-Rundfahrt bestritt er zweimal.

## Beruf
Wiemer war kurze Zeit als Funktionär Vorstand der Berufsfahrer-Kommission der DDR und der erste Staatstrainer Radsport der DDR. 1960 war er Trainer beim SC Einheit Berlin, wobei er insbesondere seinen Schützling Wolfgang Jaeger förderte. Unter seiner Führung fuhr Jaeger 1960 auf der Bahn der  Werner-Seelenbinder-Halle mit 44,606 Kilometern pro Stunde einen neuen DDR-Rekord. Nach dem Bau der Berliner Mauer siedelte Wiemer nach Einbeck in Niedersachsen über, wo er eine Zeitlang als Landesverbandstrainer tätig war. 1981 zog er sich in den Ruhestand zurück. Sein Sohn Gerd war ebenfalls als Radsporttrainer tätig.